# Звонкая (приток Жигулёвки)
Звонкая — река в России, протекает в Выборгском районе Ленинградской области. Река вытекает из озера Отдельного вблизи границы России и Финляндии и течёт в общем направлении на юг, впадая по правому берегу в реку Жигулёвка в 7,7 км от устья последней. Длина реки составляет 10 км. Населённых пунктов на реке нет, вблизи истока находится нежилой посёлок Солнцево.

## Данные водного реестра
По данным государственного водного реестра России относится к Балтийскому бассейновому округу, водохозяйственный участок реки — Водные объекты бассейна оз. Ладожское без рр. Волхов, Свирь и Сясь, речной подбассейн реки — Нева и реки бассейна Ладожского озера (без подбассейна Свирь и Волхов, российская часть бассейнов). Относится к речному бассейну реки Нева (включая бассейны рек Онежского и Ладожского озера).
Код объекта в государственном водном реестре — 01040300212102000009300.